# Боб Фосс
Роберт Луїс (Боб) Фосс (англ. Robert Louis "Bob" Fosse; 23 червня 1927 — 23 вересня 1987) — американський кінорежисер, хореограф, сценарист та актор.

## Фільмографія
- 1972 — Кабаре
- 1974 — Ленні
- 1979 — Весь цей джаз
- 1983 — Зірка Плейбоя